# MTV Unplugged (álbum de 10,000 Maniacs)
MTV Unplugged es un disco grabado en vivo por los 10,000 Maniacs en 1993. Fue grabado para la serie MTV Unplugged y también fue el último álbum de la banda que contó con Natalie Merchant como vocalista.

## Lista de canciones
1. "These Are Days" (Buck, Merchant)
2. "Eat for Two" (Merchant)
3. "Candy Everybody Wants" (Drew, Merchant)
4. "I'm Not the Man" (Merchant)
5. "Don't Talk" (Drew, Merchant)
6. "Hey Jack Kerouac" (Buck, Merchant)
7. "What's the Matter Here?" (Buck, Merchant)
8. "Gold Rush Brides" (Buck, Merchant)
9. "Like the Weather" (Merchant)
10. "Trouble Me" (Drew, Merchant)
11. "Jezebel" (Merchant)
12. "Because the Night" (Smith, Springsteen)
13. "Stockton Gala Days" (Augustyniak, Buck, Drew, Gustafson, Merchant)
14. "Noah's Dove" (Merchant)

- Datos: Q6718888